# BMW R 1150 Rockster
BMW R 1150 Rockster je motocykl kategorie naked-bike, vyvinutý firmou BMW, vyráběný v letech 2003–2005. Jeho předchůdcem byl model BMW R 1100 R, nástupcem se stal model BMW R 1200 R.

## Popis
Rockster vychází z modelu BMW R 1150 R, souběžně se kterým se vyráběl a 90 % dílů je totožných. Rozdíl je v přední masce s dvojicí světel, budících, předním blatníku a barevné kombinaci. Čtyřdobý, vzduchem a olejem chlazený osmiventilový dvouválec boxer s obsahem 1130 cm³ je použit z cestovního endura R 1150 GS, které je vyráběno od roku 1999, stejně jako šestistupňová převodovka, oproti R 1150 R má kratší převody.
Technickou lahůdkou je použití brzdového systému BMW EVO se zvýšeným brzdným účinkem, který ve spojení s příplatkovým integrovaným ABS třetí generace tvoří jednu z nejdokonalejších a nejúčinnějších brzdových soustav své doby. Zavěšení předního kola Telelever a kardanu v kyvném rameni letmo uloženého kola zadního je pro dvouválcové boxery BMW charakteristické. Dominujícím prvkem je široká palivová nádrž s postranními chladiči oleje, které přecházejí do prolisů pro kolena. Na ně je také směrován teplý vzduch proudící od olejových chladičů, což přispívá k pohodě řidiče v chladném počasí. S mohutnou přední části stroje kontrastují štíhlá zadní partie, kola jsou litá pětipaprsková a výfuková soustava 2-1.

## Technické parametry
- Rám: páteřový s motorem jako samonosným prvkem
- Suchá hmotnost: 219 kg
- Pohotovostní hmotnost: 238 kg
- Maximální rychlost: 197 km/h
- Spotřeba paliva: 5,5 l/100 km